# 全国診療放射線技師教育施設協議会
全国診療放射線技師教育施設協議会（ぜんこくしんりょうほうしゃせんぎしきょういくしせつきょうぎかい）は、診療放射線技師養成所によって結成されている団体。

## 活動内容
年に1回、当番を決めて各学校が持ち回りで、教育改善などを議論する場としている。

## 加盟校
- 診療放射線技師養成所を参照。